# Neue Deutsche Welle (album)
Neue Deutsche Welle è il primo album da solista del rapper tedesco Fler. È stato pubblicato il 5 maggio del 2005, sulla etichetta Aggro Berlin e raggiunse il 5º Posto negli Album charts tedeschi.

## Tracce
1. Intro – 3:27
2. A.G.G.R.O. (feat. Tony D & B-Tight) – 3:46
3. Jackpot – 2:59
4. Skit – 0:17
5. Neue Deutsche Welle 2005 – 3:51
6. Was?! – 4:33
7. F.L.E.R. – 3:52
8. 20:15 (feat. G-Hot) – 3:05
9. Skit – 0:08
10. Playboy (feat. Sido) – 3:50
11. Bitte Bitte – 3:36
12. Eine Bombe du liegst (feat. G-Hot) – 3:47
13. BÄNG BÄNG – 3:48
14. Willkommen in Berlin (feat. Megaloh) – 3:57
15. Ein Mann, ein Wort – 3:55
16. Skit – 1:20
17. Abtörn Görl (feat. Sido & Harris) – 3:54
18. Alles wird gut (feat. G-Hot) – 4:04
19. Neue Deutsche Welle 2004 (feat. Shizoe) – 3:35
20. Schwererziehbar 2005 – 4:01
21. Nach eigenen Regeln (feat. G-Hot) – 3:56
22. Mentalität – 3:36